# Eau douce (film)
Pour plus de détails, voir Fiche technique et Distribution.
Eau douce est un film français réalisé par Marie Vermillard et sorti en 1997.

## Fiche technique
- Titre : Eau douce
- Réalisation :	Marie Vermillard
- Scénario : Joël Brisse et Marie Vermillard
- Photographie : Pascal Lagriffoul
- Décors : Brigitte Brassart
- Son : Jean-Paul Bernard
- Montage : Valérie Loiseleux
- Musique : Cyril Moisson
- Production : Sunday Morning Productions
- Pays d’origine :  France
- Durée : 80 minutes
- Date de sortie : France - 22 janvier 1997 (programmé avec le court métrage Quelqu'un)

## Distribution
- Nathalie Richard
- Antoine Chappey
- Elie Tazartes
- Alexis Batoussov
- Raymond Martin
- Zinedine Soualem

## Accueil critique
Pour Jean-Michel Frodon (Le Monde), « C'est grand une péniche, on peut y faire tenir beaucoup de choses. C'est grand, aussi, une mise en scène comme celle qu'invente, sans effet ni esbroufe, Marie Vermillard, ouvrant la place aux sentiments, aux pulsions, à des idées suggérées, jamais assenées. Souvent ce qu'on voit est avant ou après l'« action », on ne sait pas tout, on en dit moins encore : le regard de cette jeune cinéaste est d'une étonnante maturité, qui donne ainsi à percevoir beaucoup en montrant si peu »
Pour Olivier Séguret (Libération), « la réalisatrice semble avoir porté son effort sur un certain dégagement du temps, se ménageant des ponctuations poétiques régulières, de beaux moments rêveurs ».
Selon Sophie Bonnet (Les Inrocks), « Marie Vermillard a sans nul doute le talent de transmettre sans surligner et celui de choisir ses acteurs (Antoine Chappey et Nathalie Richard), mais elle semble effleurer d'une main douce et lointaine les têtes de ses personnages, alors qu'il serait parfois bon de les bousculer un peu ».